# Diablo Immortal
Diablo Immortal — компьютерная игра в жанрах Action/RPG и hack and slash серии Diablo, разработана в качестве онлайн-игры для мобильных устройств студиями Blizzard и NetEase. Игра была анонсирована в 2018 году и выпущена на Android, iOS и Windows 2 июня 2022 года. 23 июля 2022 года разработчики объявили, что число загрузок игры превысило 20 миллионов.

## Игровой процесс
Diablo Immortal является массовой многопользовательской экшн-игрой в серии Diablo, разработанной для игры на мобильных устройствах. Игра доступна только в онлайн-режиме и требует постоянного подключения к интернету для игры. Сюжетно Immortal связывает Diablo II и Diablo III, стилистику и атмосферу берёт из третьей части.
Игра разработана для сенсорных экранов и использует виртуальные элементы управления, отображающиеся на дисплее: аналоговый стик, направляющий движения главного героя, и кнопки способностей. Игрок может направлять способность, пока держит кнопку нажатой. В игре восемь классов персонажей — буря, варвар, чародей, монах, некромант, охотник на демонов и крестоносец, рыцарь крови — у каждого из которых 4 уникальных классовых способности. Так, способностями варвара являются бросок молота и вихрь, а чародея — электрический луч, возвращающийся к источнику как бумеранг и наносящий урон дважды. По умолчанию способности направляются в сторону ближайшего врага. В планах Blizzard — создать для каждого класса 12 разблокируемых умений, из которых игрок может выбрать и использовать одновременно 5.
Побеждённые противники оставляют предметы, которые могут быть подобраны нажатием на всплывающую кнопку. Игрок может присоединяться к группам, проходящим «динамические события», и также свободно выходить из них. В отличие от остальных игр серии Diablo, из превью-версии Immortal была исключена мана как ресурс, а надетые предметы не меняли внешнего вида персонажа.

## Разработка
Immortal совместно разрабатывался Blizzard и партнёром по выпуску игр на китайском рынке — NetEase. Намерением Blizzard было перенести основной опыт Diablo на смартфоны для среднестатистического игрока. Также Immortal рассчитывается на выход в демографических и географических регионах, использующих мобильные телефоны в качестве основной игровой платформы и потому не сталкивавшихся с Diablo ранее.
Выпуск игры планировался на платформах Android и iOS, без точной даты выхода. У игроков была возможность записаться на предварительную регистрацию на официальном сайте игры и получить шанс поучаствовать в бета-тестировании игры. Blizzard также объявляли о планах регулярно обновлять Immortal, добавляя новые порции сюжета и персонажей. Игра была анонсирована на церемонии открытия BlizzCon 2018 в ноябре 2018 года.
21 февраля 2019 года CEO NetEase Ян Чжаосюань объявил, что игра «вполне готова» и её выпустят в 2019 году; однако он отметил, что точное время выпуска определяет Blizzard.
В ноябре 2019 года, во время выставки BlizzCon, Blizzard опубликовали новость в официальном блоге, подтвердившую, что Immortal по-прежнему находится в разработке; в новости также отмечалось, что конкретной даты выпуска игры нет, так как «достижение фирменного уровня качества Blizzard, на который мы равняемся, занимает большое количество времени, а у нас очень много амбициозных идей касательно Diablo Immortal». Также были опубликованы подробности игры — шесть игровых классов (варвар, крестоносец, охотница на демонов, монах, некромант и чародей), а также заряжаемые «ультимативные» умения, зависящие от класса.
В начале августа 2020 года на выставке ChinaJoy Blizzard и NetEase представили новый геймплейный трейлер Immortal, показывающий каждый из шести игровых классов. В ролике также впервые появился Баал — один из основных антагонистов Diablo II и расширения Lord of Destruction. В трейлере был заметен прогресс в графике игры и моделях персонажей по сравнению с предыдущими рекламными материалами.

## Критика

### До выпуска
Фанаты серии Diablo отреагировала на анонс Immortal резко отрицательно. Помимо того, что геймеры, как правило, относятся к мобильным версиям игр любимых франшиз с большим скепсисом, в случае Diablo это наложилось на длительное молчание Blizzard по поводу будущего серии. Разочарованные фанаты сравнивали Diablo Immortal с перерисованной одной из предыдущих игр NetEase, Crusaders of Light. В ответ Blizzard уверили, что Immortal — всего лишь одна из игр серии Diablo, находящихся в разработке, и обратили внимание на то, что у компании большой опыт в разработке мультиплатформенных игр, и успех мобильной версии Hearthstone является свидетельством того, что у Blizzard есть умение переступать неопределённость и угождать своей основной аудитории. Также Blizzard прокомментировали слух о том, что они придержали анонс основного сиквела Diablo из-за негативной реакции на показ Immortal: «мы не удаляли никаких анонсов из сценария BlizzCon в этом году, планов на другие анонсы у нас так же не было. У нас по-прежнему есть несколько неанонсированных проектов Diablo, над которым работают различные команды, и мы ждём не дождёмся возможности показать их, когда придёт время».
После показа игры на BlizzCon 2018, разработчики провели серию вопросов-ответов со зрителями. Два вопроса, обращённых к Вятту Чену, дизайнеру основного геймплея в Blizzard, привлекли значительное внимание СМИ: один из зрителей спросил, является ли это несвоевременной первоапрельской шуткой, а другой уточнил, имеет ли смысл надеяться на выпуск игры на ПК, на который последовал отрицательный ответ, и толпа начала разочарованно шуметь. На следующий день после анонса стоимость акций Activision Blizzard упала на 7 %.
Журналисты, обозревавшие демо-версию игры, похвалили в игре управление, схема которого была протестирована в прошлых играх NetEase, однако рецензент из Polygon отметил сложности с прицеливанием. Критики отмечали, что из-за заблокированных способностей играть за одни классы было менее интересно, чем за другие; например, долгое время применения и отката способностей чародея сделало этот класс менее эффективным в группах. Журналисты отметили, что хотя Immortal в целом удалось передать стилистику и атмосферу серии, игра опустила ряд основных принципов; или, как описал Polygon, «душу Diablo». Также критики сомневались в том, что в игре достаточно нового контента, чтобы ощущаться чем-то свежим.

### Реакция игроков
После выхода игры, её пользовательская оценка на Metacritic составила лишь 0,2 балла из 10, сделав игру самой низко оценённой на агрегаторе. Критика была прежде всего связана с микротранзакциями и тем, что со временем игроку становится крайне трудно продолжать прохождение, что подталкивает его к совершению микроплатежей.
Ютуб-канал Bellular News сообщил, что по их расчётам для полной прокачки персонажа потребуется в среднем потратить примерно 110 000 долларов. Это прежде всего касается «легендарных камней», который можно получить из лутбоксов, но чей шанс на выпадение чрезвычайно редкий. Огласку получила история одного из стримеров Twitch, который потратил в игре 21000 новозеландских долларов, не получив ни одного легендарного камня, а также история, где известный ютубер Raxxanterax почти сразу же проиграл игроку-«киту», потратившему множество денежных средств на прокачку своего персонажа.